# Sauber C35
O C35 é o modelo do carro de corrida da equipe Sauber para a temporada 2016 de Fórmula 1, que será pilotado por Felipe Nasr e Marcus Ericsson.
O C35 será lançado apenas na segunda bateria de testes da pré-temporada no Circuito da Catalunha em Montmeló na Espanha no dia 1 de março, na primeira sessão será utilizado o Sauber C34.
A equipe Sauber que convive com problemas financeiros anunciou pelo twitter do dia 08 de fevereiro que o C35 ja passou no teste de impacto da FIA a noticia e acompanhada por uma foto do bico da asa dianteira com a pintura da temporada passada.

## Pré-Temporada[4]
Se há uma equipe que tem o que celebrar é a Sauber. Foi a única que iniciou a pré-temporada com o carro do ano passado, por, segundo Felipe Nasr, dificuldades com o orçamento e no recebimento dos equipamentos Ferrari, unidade motriz e sistema de transmissão. Some-se a isso o fato de o novo diretor técnico, Mark Smith, ter concebido um carro novo, não apenas a evolução do limitado monoposto de 2015.
As possibilidades de o C35-Ferrari permanecer algum tempo nos boxes eram maiores do que permitir a Nasr e Ericsson completar elevada quilometragem, exatamente pelo avanço das soluções em relação ao C34. Mas não foi o que aconteceu. A não ser no segundo dia de testes, sexto da pré-temporada, em que Ericsson deu somente 55 voltas, nos outros três dias os dois cumpriram distâncias similares a de outros pilotos já com monopostos de quatro dias de desenvolvimento. Sendo que o sueco ficou parado por causa de problemas na unidade motriz da Ferrari e não do chassi.

## Desempenho
A grande dificuldade financeira vivida pela Sauber reflete diretamente no projeto deste ano. Com pouco dinheiro, o time não pôde investir muito no projeto e ainda perdeu metade da pré-temporada. Além disso, não conseguirá desenvolver muito o bólido ao longo do ano.

## Estatística
| Felipe Nasr | X              | Marcus Ericsson |
| 2           | Pontos         | 0               |
| 0           | Vitórias       | 0               |
| 0           | Pole Positions | 0               |
| 0           | Volta Rápida   | 0               |
| 0           | Pódios         | 0               |
| 2           | Abandonos      | 3               |